# Harry Potter and the Deathly Hallows – Part 1 (саундтрек)
Harry Potter and the Deathly Hallows — Part 1 (Original Motion Picture Soundtrack) (укр. Гаррі Поттер та Смертельні Реліквії: Частина 1 (Оригінальний саундтрек до фільму)) — саундтрек-альбом до однойменного фільму 2010 року «Гаррі Поттер і Смертельні реліквії: Частина 1», створений та записаний Александром Деспла.

## Список композицій
Усі треки написані, спродюсовані та дириговані  Александром Деспла.
| #    | Назва                                                     | Автор музики                            | Тривалість |
| ---- | --------------------------------------------------------- | --------------------------------------- | ---------- |
| 1.   | «Obliviate» (Забуттятус)                                  |                                         | 3:01       |
| 2.   | «Snape to Malfoy Manor» (Снейп в Маєтку Мелфоїв)          |                                         | 1:58       |
| 3.   | «Polyjuice Potion» (Багатозільна настійка)                | Включає «Hedwig's Theme» Джона Вільямса | 3:32       |
| 4.   | «Sky Battle» (Битва в небі)                               |                                         | 3:48       |
| 5.   | «At the Burrow» (У Барлозі)                               |                                         | 2:35       |
| 6.   | «Harry and Ginny» (Гаррі та Джіні)                        |                                         | 1:43       |
| 7.   | «The Will» (Заповіт)                                      |                                         | 3:39       |
| 8.   | «Death Eaters» (Смертежери)                               |                                         | 3:14       |
| 9.   | «Dobby» (Добі)                                            |                                         | 3:48       |
| 10.  | «Ministry of Magic» (Міністерство Магії)                  |                                         | 1:46       |
| 11.  | «Detonators» (Детонатори)                                 |                                         | 2:23       |
| 12.  | «The Locket» (Медальйон)                                  |                                         | 1:52       |
| 13.  | «Fireplaces Escape» (Втеча через камін)                   |                                         | 2:53       |
| 14.  | «Ron Leaves» (Рон іде)                                    |                                         | 2:35       |
| 15.  | «The Exodus» (Втеча)                                      |                                         | 1:37       |
| 16.  | «Godric's Hollow Graveyard» (Цвинтар у Ґодриковій Долині) |                                         | 3:15       |
| 17.  | «Bathilda Bagshot» (Батільда Беґшот)                      |                                         | 3:54       |
| 18.  | «Hermione's Parents» (Герміонині батьки)                  |                                         | 5:50       |
| 19.  | «Destroying the Locket» (Знищення Медальйону)             |                                         | 1:10       |
| 20.  | «Ron's Speech» (Ронова промова)                           |                                         | 2:16       |
| 21.  | «Lovegood» (Лавґуд)                                       |                                         | 3:27       |
| 22.  | «The Deathly Hallows»                                     |                                         | 3:17       |
| 23.  | «Captured and Tortured» (Упіймані та катовані)            |                                         | 2:56       |
| 24.  | «Rescuing Hermione» (Порятунок Герміони)                  |                                         | 1:50       |
| 25.  | «Farewell to Dobby» (Світлої пам'яті Добі)                |                                         | 3:43       |
| 26.  | «The Elder Wand» (Бузинова паличка)                       |                                         | 1:36       |
| 222. | Untitled (Смертельні Реліквії)                            |                                         |            |

| Бонус-треки на iTunes та Amazon | Бонус-треки на iTunes та Amazon                          | Бонус-треки на iTunes та Amazon |
| #                               | Назва                                                    | Тривалість                      |
| ------------------------------- | -------------------------------------------------------- | ------------------------------- |
| 1.                              | «Voldemort» (Волдеморт)                                  | 4:18                            |
| 2.                              | «The Dumbledores» (Дамблдори)                            | 2:09                            |
| 3.                              | «Bellatrix» (Белатриса)                                  | 2:11                            |
| 4.                              | «Making of the Soundtrack» (video)(Створення Саундтреку) | 3:50                            |

| Бонусний диск до лімітованого видання | Бонусний диск до лімітованого видання                     | Бонусний диск до лімітованого видання | Бонусний диск до лімітованого видання |
| #                                     | Назва                                                     | Автор слів                            | Тривалість                            |
| ------------------------------------- | --------------------------------------------------------- | ------------------------------------- | ------------------------------------- |
| 1.                                    | «Voldemort» (Волдеморт)                                   |                                       | 4:18                                  |
| 2.                                    | «Grimmauld Place» (Площа Ґримо)                           |                                       | 2:13                                  |
| 3.                                    | «The Dumbledores» (Дамблдори)                             |                                       | 2:09                                  |
| 4.                                    | «The Tale of the Three Brothers» (Казка про Трьох Братів) |                                       | 1:53                                  |
| 5.                                    | «Bellatrix» (Белатриса)                                   |                                       | 2:11                                  |
| 6.                                    | «My Love is Always Here» (Моя любов завжди тут)           | Джерард Макканн                       | 3:05                                  |

## Чарти
| Чарт (2010)               | Найвища позиція |
| ------------------------- | --------------- |
| US Billboard 200          | 74              |
| US Top Independent Albums | 6               |
| US Top Soundtracks        | 4               |